# 가나자와 다카후미
가나자와 다카후미(일본어: 金澤 崇文, 1981년 4월 25일 ~ )는 일본의 전 축구 선수이다.

## 구단 경력
과거 방포레 고후, 미토 홀리호크, 그루자 모리오카에서 활동하였다.